# Surfer, Dude
Surfer, Dude è una commedia del 2008 diretta da S.R. Bindler.

## Trama
Steve Addington è un surfista che si approccia alla vita in modo rilassato e spirituale, cavalcando le onde di tutto il mondo con la sua tavola. Un'estate torna nella sua terra natale, Malibù, ma la cittadina non è più in grado di trasmettergli le stesse vibrazioni positive che percepiva anni prima, complice soprattutto un'improvvisa bonaccia che ha azzerato le onde del mare. Incapace quindi di surfare, Steve rimane senza un soldo. La proposta di uno sponsor di usare l'immagine di Steve per un videogioco basato appunto sul surf sembrerebbe essere là soluzione ai suoi problemi, ma il giovane si trova immischiato in vari problemi, tra diavolerie tecnologiche e cavillo economici.

## Accoglienza
L'aggregatore di recensioni online Rotten Tomatoes ha assegnato al film un punteggio pari allo 0% sulla base di 18 critiche professionali.